# Bellegarde (Gers)
Bellegarde é uma comuna francesa na região administrativa de Occitânia, no departamento de Gers. Estende-se por uma área de 14,39 km². Em 2010 a comuna tinha 185 habitantes (densidade: 12,9 hab./km²).